# Bulletin municipal officiel (Paris)
Der Bulletin municipal officiel oder kurz B.M.O ist das im Jahr 1850 gegründete und zweimal wöchentlich (Dienstag und Freitag) erscheinende Amtsblatt der Stadt Paris.
Das Mitteilungsblatt veröffentlicht sämtliche amtliche Verordnungen, Beschlüsse, Bekanntmachungen und sonstige Mitteilungen sowohl des Pariser Oberbürgermeisters als auch der verantwortlichen Verwaltungsbeamten der Mairie de Paris, der Pariser Polizeipräfektur, der Assistance publique – Hôpitaux de Paris (städtischer Krankenhausträger) und weiterer établissements publics (Einrichtungen des öffentlichen Rechtes) oder öffentlicher Organisationen wie beispielsweise des städtischen Fürsorgeamtes (Centre d’Action Sociale de la Ville de Paris) oder der aus dem Pfandleihhaus hervorgegangenen städtischen Bank Crédit Municipal de Paris.
Es enthält unter anderem Texte zu Hoch-, Tief- und Straßenbau (Baugenehmigungen), Straßenverkehrsordnung, Bestattungswesen und dergleichen, sowie Ausschreibungen und Stellenangebote der Stadt und des Départements Paris.
Die Protokolle der Debatten und Beratungen des Stadtrates sind Gegenstand gesonderter Publikationen des B.M.O. Sie sind darüber hinaus online verfügbar.